# ワンダリング・リペア!
『ワンダリング・リペア!』(Wondering Repair!)とは、エスクードが2008年1月25日にリリースした、アダルトゲーム。ジャンルは思い出組み立てADV。

## システム
ゲームの大まかな流れは、以下のとおりである。
まず、プレイヤーは「話の種」を入手し、これを用いて登場人物と会話をしてアミリの時計のパーツを手に入れる。それから、「思い出イベント」を経て歯車を入手し、これを用いてアミリの時計を直していく。
歯車には大・中・小があり、大きな歯車の「思い出イベント」にはHシーンも含まれる。

## あらすじ
とある地方都市・野々池市。この街に暮らす主人公の少年・槙島愁介は、進路を巡って両親と喧嘩になり、家出して亡き祖父が営んでいた時計店「槙島時計店」に住みながら、幼じみの少女・鹿神ゆずなを始めとする友人たちと平穏な日常を送っていた。ある夜、愁介のもとに幼い少女・アメリが現れ、壊れた懐中時計の修理を依頼した。愁介が苦心しながら時計をいじると、少女は一気に成長し、愁介と同じ年頃の姿になった。まだ時計屋として未熟だった彼が懐中時計をいじったことで、彼女の中の時間が狂ってしまったのだ。時計と彼女の狂ってしまった時間を完全になおすべく、二人は"楽しい記憶"を結晶化した歯車を使うべく、思い出作りに励むことになった。

## 登場人物
アミリアス
声 - まきいづみ
本作のメインヒロインで、愛称はアミリ。リトル・ミドル・ラージと外見がコロコロと変わる少女。
放心状態で繁華街を歩いている時に赤信号の横断歩道を渡ってダンプに撥ねられたためか、愁介と出会った時点では記憶を失っており、事故の時に壊れたと思われる懐中時計の修理を愁介に依頼する。時間の異常を察知・修復できる能力を持つ。記憶が無いため現在は愁介の家に居候しており、その後は同じクラスに転入してくる。本人曰く昔から身体が丈夫と言われており、ダンプに撥ねられても傷一つ無いほど。
槙島 萩介
主人公。青葉谷学園二年。将来の進路を巡って両親と喧嘩して家出し、時計店を営んでいた亡き祖父の家に住んでいる。将来は祖父の時計店を継ぐのが夢。
鹿神 ゆずな
声 - 松田理沙
愁介の幼馴染。愁介に思いを寄せているものの、本人からはそのことに気づかれていない。家庭的な見た目に反して、豪快且つ大雑把な性格をしている。後述の史博が愁介に貸したエロゲを興味本位でプレイした際に、たまたまゲームに登場した幼じみキャラを自分の理想のキャラと勘違いした結果、朝起こしに来たり、朝食を作りに来るなどのアプローチを行うが、料理下手な上に前述の性格のため、愁介には奇行と評されている。
明日来 頼
声 - 松本和海
愁介の友人。女好きな性格が災いしてよく女難に遭っている。いつもスクータータイプの50ccの原付（愁介が「スペシャル号」と適当に命名した上に史博がスプレーでフレームに落書きして以降、その名前で呼ばれている）で登校している。基本的には常識人。
椿木史博
声 - 夕凪孝
愁介の友人で、頼とは対照的に小柄な体格をしており、眼鏡をかけたおとなしい少年。重度のオタクっぽい性格でもあり、後述のワスレナが居候に来たことに喜んでいたが、何も起こらず苦悩している。
ジョニー沢松
声 - 森川明大
愁介の相談相手にして、西部劇に登場する酒場を模した、アダルトグッズショップ『Wild Shot Wast』の経営者である、ガンマンの格好をした男性。
ワスレナ・ミーナット
声 - 秋月まい
時間の以上による空間断裂によって別世界から来た少女で、呪術などを得意とする。史博の家に居候している。性格は温厚。
アザレット
声 - 一色ヒカル
アミリアスの姉。血の繋がりは無いが、アミリアスと姉妹の誓いをしている。人当りは基本的にクールに振舞うが、アミリアスを溺愛しているため、アミリアスにはとても甘く、人目構わずデレデレしている。
ケイロブ
声 - 甘美
謎の男で、顔つきはやや人間離れしている。懐中時計は腕についており、チェーンで振り回すという戦法をとっている。
シンメ
声 - 如月葵
謎の少女。ひょろっとした体格で、抑揚のない口調が特徴。懐中時計は腕に巻きつけており、剣になっている針を飛ばしてボウガンのように扱う。
セピア
声 - 町田あみ
謎の少女。ドレスのベルトの部分に懐中時計がついている。
菜種さん（なたね）
声 - 芝原のぞみ
商店街に新しく出来たうどん屋「山邑亭」の娘。本人曰く父親のために学校を中退した後、四国で父親と修行してから店の手伝いをしている。サバサバした性格の美人。

## 世界観
野々池市（ののいけ）
本作の舞台。山々と川に挟まれた地方都市で、街の至るところから山が見える。繁華街はそれなりに賑わっているが、市内のほとんどが宅地と山林で占められている田舎町。
青葉谷学園（あおばだに）
愁介たちが通う私立校。市内で最も規模が大きい。田舎町と言うこともあって特別進学校として知られているわけではなく、学生のレベルもあまり高いとは言えない。制服は白を基調とした青いラインが入ったセーラー服と同じカラーリングのブレザータイプ。同好会や部活動は盛ん。
槙島時計店
愁介が現在住んでいる家。一部が店舗になった二階建ての古い木造住宅。元々は祖父が営む時計店だったが、祖父亡き後は空き家状態になっていた。
人生商店街
町の小さな商店街。史博曰く戦後間もなくに出来た地域密着型の商店街で昔ながらの書店や金物屋、床屋などの個人商店が軒を連ねている。一方通行になっているため、商店街を出るにはUターンするか入り組んだ路地から抜けるかの二通りしか無いなど、かなり不便な構造になっている。商店街を抜けた先には「極楽公園」と名付けられた公園がある。
繁華街
街の中心部の繁華街で、街で最も賑わっている場所。オフィスビルや商業ビルが建ち並んでいる。
Wild Shot West（ワイルドショットウェスト）
閑静な住宅街の一角にあるアダルトショップ。外見は店長であるジョニーの趣味で西部劇に登場する酒場風になっている。本編の愁介の解説によれば品揃えが豊富で作品のレベルが押し並べて高く、値段も本来の半額以下というかなり手頃な値段になっている。
山邑亭
菜種さんと父親が2人で営むうどん店。人生商店街に最近出来たばかりの比較的新しい店。店主が四国で本格的に修行していただけはあって味は格別で、値段もかけうどん一杯で150円とかなり手頃なもの。

## 主題歌
- Happy xx Time

歌：神代あみ
作編曲：内藤侑史・山田屋カズ